# 鲁文迪兰·文德森
鲁文迪兰·文德森（2001年8月24日—），是一名马来西亚职业足球运动员，现效力于马来西亚足球超级联赛的雪兰莪足球俱乐部。同时也代表马来西亚国家足球队，司职边锋。